# Cratere Polotsk
Polotsk  è un cratere sulla superficie di Marte.